# Nysa Wschodnia
Nysa Wschodnia – przystanek kolejowy przy ul. Morcinka w Nysie, w województwie opolskim, w powiecie nyskim w Polsce, uruchomiony 15 grudnia 2019.
Peron (wyłożony płytami antypoślizgowymi) jest dostępny dla osób z niepełnosprawnościami za pomocą pochylni. Znajdują się na nim ławki, gabloty informacyjne, wiata i oświetlenie.

## Ruch pasażerski
| Rok  | Wymiana pasażerska na dobę |
| ---- | -------------------------- |
| 2022 | 20-49                      |